# La Côte-aux-Fées
La Côte-aux-Fées är en ort och kommun i kantonen Neuchâtel, Schweiz. Kommunen har 483 invånare (2023).